# Juan Soldevilla y Romero
Juan Soldevilla y Romero (29 de outubro de 1843 - 4 de junho de 1923) foi um cardeal espanhol da Igreja Católica Romana que serviu como arcebispo de Zaragoza de 1901 até sua morte.

## Biografia
Juan Soldevilla y Romero nasceu em Fuentelapeña, e estudou nos seminários em Valladolid e Toledo, antes de ser ordenado ao sacerdócio em 28 de dezembro de 1867. Ele obteve seu doutorado em Teologia do Seminário Central de Santiago de Compostela em 1868, e depois estudou direito canônico no seminário em Tuy.
Soldevilla serviu como cura em três paróquias na Arquidiocese de Valladolid, e tornou-se secretário do arcebispo, Cesáreo Rodrigo y Rodríguez (1875), um canhão da catedral (1883) e um arcipreste (1887). Além de sentar-se na Junta Provincial de Beneficência e na Junta Diocesana para a Reconstrução de Igrejas, foi Pregador Real e Cavaleiro da Ordem Real Americana de Isabel a Católica, secretário capitular e sinodal examinador. Em 1885, ele foi um membro da Junta para a assistência de vítimas de uma epidemia de cólera.
Em 14 de fevereiro de 1889, Soldevilla foi nomeado bispo de Tarazona pelo Papa Leão XIII. Ele recebeu sua consagração episcopal em 28 de abril do Arcebispo Benito Sanz y Forés, com os Bispos Mariano Alguacil y Fernández e Cesáreo Rodrigo e Rodríguez. Soldevilla foi Administrador Apostólico de Tudela de 1889 a 1901, e foi promovido a Arcebispo de Zaragoza em 16 de dezembro de 1901.
O Papa Bento XV criou-o Cardeal Sacerdote de Santa Maria del Popolo no consistório de 15 de dezembro de 1919. Recebeu a biretta do cardeal do Rei Afonso XIII no dia de Natal do mesmo ano. Soldevilla foi um dos cardeais eleitores que participaram do conclave papal de 1922, que selecionou o papa Pio XI.
Aos 79 anos, o cardeal Soldevilla foi assassinado pelo grupo anarquista Los Solidarios, em Zaragoza. O motivo aparente para o assassinato foi o fato de que o cardeal havia sido implicado pelos anarquistas na contratação e proteção de pistoleiros que realizaram uma campanha de terror branco contra membros do sindicato espanhol. Ele é enterrado na Basílica de Nossa Senhora do Pilar.

## Link Externo
- Cardinals of the Holy Roman Church
- Catholic-Hierarchy